# Baird
Baird és una població dels Estats Units a l'estat de Texas. Segons el cens del 2000 tenia 1.623 habitants.

## Demografia
Segons el cens del 2000, Baird tenia 1.623 habitants, 677 habitatges, i 429 famílies. La densitat de població era de 239,2 habitants/km².
Dels 677 habitatges en un 28,4% hi vivien nens de menys de 18 anys, en un 49,6% hi vivien parelles casades, en un 9,3% dones solteres, i en un 36,6% no eren unitats familiars. En el 33,7% dels habitatges hi vivien persones soles el 19,8% de les quals corresponia a persones de 65 anys o més que vivien soles. El nombre mitjà de persones vivint en cada habitatge era de 2,32 i el nombre mitjà de persones que vivien en cada família era de 2,96.
Per edats la població es repartia de la següent manera: un 23,4% tenia menys de 18 anys, un 7,3% entre 18 i 24, un 24,6% entre 25 i 44, un 24% de 45 a 60 i un 20,8% 65 anys o més.
L'edat mediana era de 41 anys. Per cada 100 dones de 18 o més anys hi havia 88,9 homes.
La renda mediana per habitatge era de 27.446 $ i la renda mediana per família de 35.000 $. Els homes tenien una renda mediana de 21.974 $ mentre que les dones 16.298 $. La renda per capita de la població era de 13.951 $. Aproximadament el 12,3% de les famílies i el 14% de la població estaven per davall del llindar de pobresa.

## Poblacions més properes
El següent diagrama mostra les poblacions més properes.